# 1272 w polityce

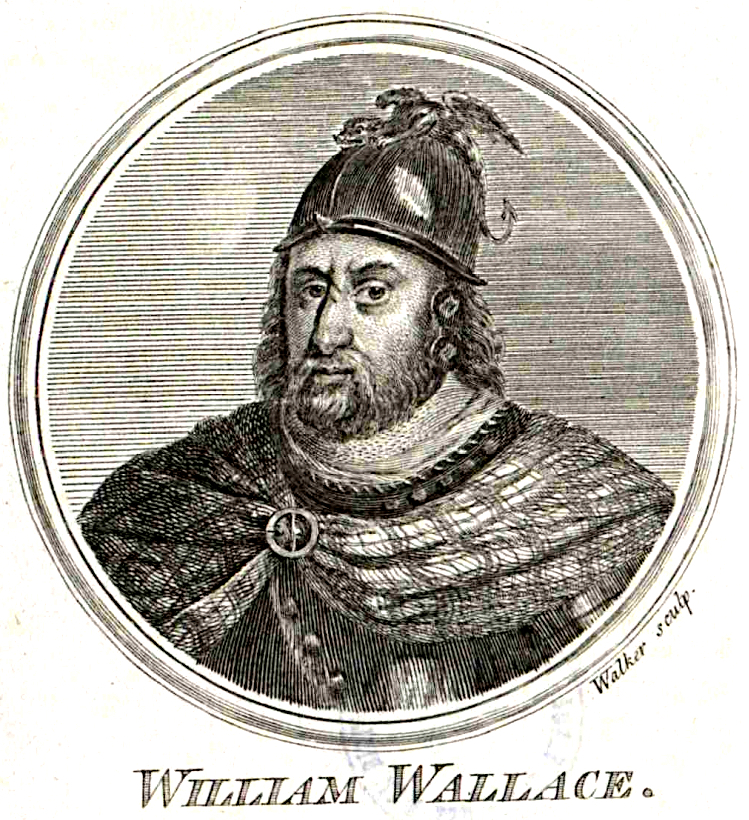
William Wallace

Wydarzenia polityczne w 1272 roku.

## Wydarzenia
- Edward I Długonogi królem Anglii (do 1307)[1][2].

## Urodzili się
- 7 lutego William Wallace, szkocki bohater narodowy (stracony w 1305)[3].

## Zmarli
- Ottaviano Ubaldini, włoski kardynał.